# 웹 아카이빙
웹 아카이빙(영어: web archiving)은 미래의 연구자, 역사가 및 대중을 위해 정보가 아카이브에 보존되도록 월드 와이드 웹의 일부를 수집하는 프로세스이다. 웹 기록 보관자는 웹에 있는 정보의 양과 크기가 크기 때문에 일반적으로 자동 캡처를 위해 웹 크롤러를 사용한다. 대량 크롤링 방식을 기반으로 하는 최대 규모의 웹 아카이빙 조직은 전체 웹의 아카이브를 유지하기 위해 노력하는 웨이백 머신이다.
웹에서 생성되고 기록되는 인간 문화의 비중이 증가함에 따라 점점 더 많은 도서관과 기록 보관소가 웹 아카이빙 문제에 직면하게 될 것이다. 국립도서관, 국립 기록 보관소 및 다양한 조직 컨소시엄도 문화적으로 중요한 웹 콘텐츠를 보관하는 데 참여하고 있다.
기업 유산, 규제 또는 법적 목적을 위해 자체 웹 콘텐츠를 보관해야 하는 조직에서는 상업용 웹 보관 소프트웨어 및 서비스도 사용할 수 있다.

## 같이 보기
- Archive.today
- 디지털 아카이브
- 전자 도서관
- 미러 (컴퓨팅)
- 가상 인공물
- 웨이백 머신
- 웹 크롤러
- WebCite